# Яхья, Наджам
Наджам Яхья (англ. Najam Yahya) — афганский хоккеист (хоккей на траве), нападающий.

## Биография
Наджам Яхья в 1956 году вошёл в состав сборной Афганистана по хоккею на траве на Олимпийских играх в Мельбурне, занявшей 11-е место. Играл на позиции нападающего, провёл 3 матча, забил (по имеющимся данным) 1 мяч в ворота сборной США.
Других данных о жизни нет.